# Va-Q-tec
Die va-Q-tec Thermal Solutions GmbH (Eigenschreibweise: va-Q-tec) mit Sitz in Würzburg ist ein Anbieter von Vakuumisolationspaneelen und thermischen Energiespeicherkomponenten sowie Thermoboxen und Containern zum Transport von temperatursensiblen Gütern.
Va-Q-tec beschäftigt weltweit rund 600 Mitarbeiter und verfügt neben Würzburg über einen zweiten Produktionsstandort in Kölleda. Weitere Tochtergesellschaften von va-Q-tec befinden sich in der Schweiz, in Großbritannien, Brasilien, China, Frankreich, Indien, Japan, Korea, Singapur, Uruguay und den USA.
Das Unternehmen wurde im Jahr 2020 vom Deutschen Institut für Nachhaltigkeit & Ökonomie für seinen nachhaltigen Einsatz in den Bereichen Ökologie, Ökonomie und Sozialkompetenz ausgezeichnet. Seit 2021 agiert der gesamte Konzern klimaneutral.

## Geschichte
Va-Q-tec wurde 2001 als Spin-off aus dem Zentrum für Angewandte Energieforschung e.V. (ZAE Bayern) in Würzburg ausgegründet. Der Vorstandsvorsitzende Joachim Kuhn und der ehemalige Entwicklungsvorstand Roland Caps arbeiteten dort gemeinsam an der Erforschung und Entwicklung neuartiger Dämmstoffe.
Bis heute ist die Entwicklung und der Einsatz von energiesparenden und umweltfreundlichen Vakuumisolationspaneelen (VIPs) das Hauptbetätigungsfeld von va-Q-tec.
Beim Börsengang von va-Q-tec am 30. September 2016 wurden rund 6,7 Millionen Aktien zugeteilt. Der Emissionspreis lag bei 12,30 Euro je Aktie, das Emissionsvolumen betrug 82,9 Millionen Euro.
Anfang 2020 unterstützte va-Q-tec mit seinen Hightech-Isolationsboxen und -containern in großem Umfang die globalen Anstrengungen zur Bekämpfung der COVID-19-Pandemie. Der international agierende Würzburger Mittelständler bietet zuverlässige Transportlösungen für temperaturempfindliche Test-Kits sowie für dringend benötigte Arzneimittel an. Im weiteren Verlauf der COVID-19-Pandemie vermeldete das Unternehmen den erfolgreichen Abschluss einer umfangreichen Vereinbarung mit einem der größten Pharmaunternehmen zur internationalen Distribution eines SARS-CoV-2-Impfstoff. Nach Einschätzung von va-Q-tec wurden weltweit allein im Jahr 2021 fast zwei Milliarden Impfdosen in den Thermoboxen und -containern des Unternehmens ausgeliefert.
2023 wurde die va-Q-tec-Aktie delistet, nachdem die EQT Private Equity die Mehrheit am Unternehmen erworben hatte. Va-Q-tec firmiert seither wieder als GmbH.

## Produkte
Das Angebot von va-Q-tec gliedert sich in Produkte, Systeme und Dienstleistungen.
Als Produkte entwickelt, produziert und vertreibt va-Q-tec die Vakuumisolationspaneelen (VIPs) zur Isolierung sowie thermische Energiespeicherkomponenten, die als Phase Change Material (PCM) bezeichnet werden. Diese Produkte sind die Grundlage für sämtliche Systeme und Dienstleistungen von va-Q-tec.
Thermische Verpackungssysteme werden von va-Q-tec durch die Kombination von VIPs und PCMs hergestellt. Diese Boxen und Behälter dienen der zuverlässigen und energieeffizienten passiven Temperaturregelung und können ohne Fremdenergie die Temperatur im Inneren für mehrere Tage konstant halten.
Im Bereich der Dienstleistungen bietet va-Q-tec die Vermietung von vorkonditionierten Boxen und Containern hauptsächlich für den Pharma- und Biotech-Transport an. Um eine optimale Verfügbarkeit zu gewährleisten, unterhält va-Q-tec derzeit eine Flotte von 3200 Mietcontainern und mehreren tausend Boxen.

## Anwendungsmärkte
- Gesundheitswesen und Logistik: beispielsweise Verkauf und Vermietung von Containern und Boxen für den Transport von temperatursensiblen Gütern (z. B. Arzneimittel).
- Kühlgeräte und Lebensmittel: beispielsweise Verkauf von VIPs zur Isolierung von Kühl-/Gefrierschränken sowie Trays für den temperaturgeführten Lebensmitteltransport.
- Technik und Industrie: beispielsweise Verkauf von VIPs zur Steigerung der Energieeffizienz in verschiedenen Industriegeräten wie Warmwasserspeichern, Rohrleitungen, Laborgeräten und Tieftemperatur-Kühlschränken.
- Bau: beispielsweise Verkauf von VIPs an die Gebäudeisolierung bei Neubauten oder Renovierungen.
- Mobilität: beispielsweise Verkauf von VIPs zur Isolierung von Kühlfahrzeugen, Autos, Zügen und Flugzeugen.

## Weiterführende Informationen
Va-Q-tec nutzt für seine Produkte das Grundprinzip der Vakuumisolation, wie es auch beispielsweise bei Thermoskannen Verwendung findet, um Getränke heiß zu halten. Diese bekannte Art der Isolierung wurde von dem Unternehmen auf die Vakuumisolationspaneele (VIPs) übertragen, die in verschiedenen Branchen und Produkten Anwendung finden.
Die Boxen und Container von va-Q-tec ermöglichen einen temperaturstabilen Transport über mehrere Tage, ohne dass zusätzliche Kühlaggregate und damit weiterer Energieaufwand notwendig werden. Die hauptsächlich mit Kieselsäure gefüllten Platten, in denen ein Vakuum erzeugt wird, isolieren bei gleicher Dicke rund 10-mal besser als konventionelle Dämmstoffe aus expandiertem Polystyrol (Styropor).